# Titus Livius

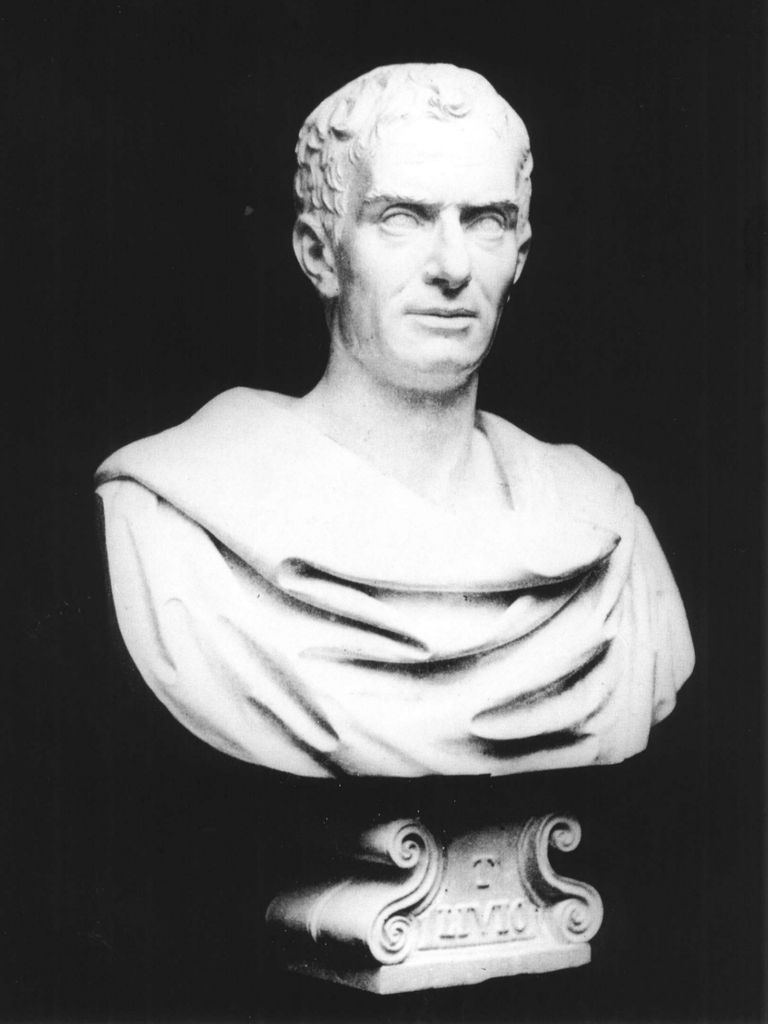
Titus Livius, 1867 von Lorenzo Larese Moretti geschaffene Büste, „Panteon Veneto“ (Palazzo Loredan am Campo Santo Stefano, Venedig)

Titus Livius (* wohl 59 v. Chr. in Patavium, dem heutigen Padua; † um 17 n. Chr. ebenda) war ein römischer Geschichtsschreiber, dessen 142 Bücher umfassendes Hauptwerk Ab urbe condita trotz lückenhafter Überlieferung als eine der wichtigsten Quellen für die frühe Geschichte des Römischen Reichs gilt. Livius beschreibt darin den Aufstieg Roms zur Weltmacht von der sagenhaften Gründung der Stadt 753 v. Chr. bis in seine Gegenwart des Jahres 9 v. Chr., also bis in die Anfänge der Kaiserzeit unter Augustus.

## Leben
Über Livius’ Leben ist wenig bekannt. Suetons Biographiensammlung De viris illustribus (Berühmte Männer), die ihn im Abschnitt über Historiker und Philosophen behandelte, ist verloren gegangen. Geboren wurde er wohl 59 v. Chr. – vielleicht auch schon 64 v. Chr. – in Patavium, dem heutigen Padua, dessen Einwohner erst 49 v. Chr. das römische Bürgerrecht erhielten. Über seine Eltern ist nichts bekannt. Wahrscheinlich entstammte Livius einer urbanen bürgerlichen Familie mit konservativem Lebensstil. In Patavium erhielt er vielleicht auch seine grundlegende philosophische und rhetorische Ausbildung. Jedenfalls blieb er seiner Heimatstadt sein Leben lang verbunden, was sich auf seinen Stil und/oder seine Aussprache ausgewirkt haben soll.
Es ist unwahrscheinlich, dass Livius Patavium noch vor Ende der Bürgerkriege (30 v. Chr.) verlassen und sich den Gefahren eines Lebens in Rom ausgesetzt hat. So kam er wohl erst als etwa 30-Jähriger nach Rom – nach Augustus’ endgültigem Sieg bei Actium und der damit beginnenden Friedenszeit in Italien, der pax Augusta. Livius muss nicht ständig in der Hauptstadt des Imperiums gelebt haben, aber er vervollständigte dort seine wissenschaftliche Ausbildung. Überdies schloss er Bekanntschaft mit  Augustus, der ihn trotz zum Teil gegensätzlicher politischer Ansichten förderte. So bestimmte der Princeps ihn zum Lehrer seines Stiefenkels, des späteren Kaisers Claudius. Auch mit ihm stand Livius auf gutem Fuß und ermutigte ihn, geschichtliche Darstellungen zu schreiben. Livius’ Tochter war die Gattin des Rhetors Magius. Einer seiner Söhne, der ebenfalls Titus Livius hieß, verfasste ein geographisches Werk, das von Plinius dem Älteren als eine seiner Quellen erwähnt wird.
Neben seinem historischen Hauptwerk verfasste Livius auch wissenschaftliche philosophische Schriften und historisch-philosophische Dialoge sowie einen Lehrbrief an seinen Sohn, in dem er stilistische Fragen erörterte und Demosthenes und Cicero als nachahmenswert hervorhob. Diese kleineren Werke sind bereits früh verschollen.
Bleibende Bedeutung erlangte Livius durch sein Anfang der 20er Jahre des 1. Jahrhunderts v. Chr. begonnenes Geschichtswerk, an dem er bis zu seinem Lebensende arbeitete. Anders als die meisten römischen Geschichtsschreiber, wie etwa Sallust oder Tacitus, war er nicht selbst politisch aktiv und damit der erste bedeutende römische Gelehrte, der ohne eigene politische Erfahrung historische Werke verfasste. Da er weder militärische noch öffentliche Ämter bekleidete, war es ihm möglich, sich ganz auf seine schriftstellerische Tätigkeit zu konzentrieren. In seiner Jugend hatte er die Endphase der Bürgerkriege erlebt, in denen die Römische Republik unterging. In seinem Werk drückt sich Wertschätzung gegenüber Pompeius aus, der die alte Adelsrepublik am Ende verteidigt hatte, während er dessen Gegenspieler Caesar kritisch sah. Caesars Erbe Augustus, der Begründer des römischen Kaisertums, nannte ihn daher scherzend einen „Pompeianer“, ohne dass sich dadurch Livius’ Beziehungen zum Princeps verschlechterten.
Schon zu Lebzeiten erlangte Livius derartigen Ruhm, dass einer seiner Bewunderer eigens von Gades anreiste, um ihn kennenzulernen. In römischen Bibliotheken standen auch Bildnisse des Historikers. Augustus starb 14 n. Chr. und Livius kehrte gegen Ende seines Lebens endgültig  nach Patavium zurück. Dort ist er wohl um 17 n. Chr. gestorben.

## Geschichtswerk
Das umfangreiche Geschichtswerk des Titus Livius trägt den Titel Ab urbe condita libri CXLII (lateinisch Von der Gründung der Stadt an – 142 Bücher). Es handelt sich um eine Geschichte der Stadt Rom und ihres Herrschaftsgebietes von der Gründung (der Legende nach durch Romulus und Remus im Jahr 753 v. Chr.) bis zum Tod von Augustus’ Stiefsohn Drusus im Jahr 9 v. Chr. Erhalten ist jedoch nur ungefähr ein Viertel des ursprünglichen Textes, nämlich die Bücher 1–10 (Zeit von 753 v. Chr. bis 293 v. Chr.) und 21–45 (218 v. Chr. bis 167 v. Chr.; ab Buch 41 lückenhaft). Der Rest ist durch Inhaltsangaben (periochae), Auszüge (epitomae) und Fragmente teilweise bekannt. Zitiert wird es mit dem Kürzel Liv.